# Auguste Larriu
Pour les articles homonymes, voir Larriu.
Auguste Larriu, né à Oloron-Sainte-Marie (Pyrénées-Atlantiques) le 17 décembre 1840 et décédé en 1925, est un musicien français, organiste et compositeur.

## Biographie
Il a fréquenté l’École de Sorèze de 1857 à 1861. Notaire de profession et avocat, il obtint sa licence en 1868, Larriu fut organiste à l’église Sainte-Croix d'Oloron jusqu’à sa mort. On lui doit de nombreuses compositions, particulièrement pour l’orgue et l’harmonium. Malheureusement, la plupart de sa musique éditée est aujourd'hui éparpillée ou perdue.
L’orgue Michel-Roger installé en 1886 et dont il fut titulaire, a été démonté et dispersé lors de la restauration de l’église en 1962.

## Œuvres
- Le Père Jérôme, opéra-comique en 2 actes, paroles de Eug. Chocadel et Léon Stabb, Toulouse (1866).
- Entrée en procession sur l’Adeste Fideles, pour orgue, Archives de l’organiste catholique, 1re année, no 6 novembre-décembre 1899; Procure générale de musique religieuse, Arras.
- Offertoire en ut majeur pour orgue ou harmonium.
- Fanfare, in Recueil d’œuvres oubliées pour orgue, vol. 3.
- O salutaris, pour voix et orgue, Philadelphia: A. H. Rosewig (1884).
- Fleurs de l’organiste, 1re série; 20 pièces diverses pour orgue ou harmonium, Paris, Cartereau (1886) (BnF Vm7 4572).
- Nouvelles Pièces pour Orgue ou Harmonium à l’usage du service divin, 1er livre; Paris, Procure générale de musique religieuse (v. 1912).
  - No 2 Toccata Sortie en fa majeur pour orgue
- Élévation, Antienne, Verset, Amen, pour orgue ou harmonium, publiés dans le vol. 1 des Harmonies Paroissiales de l’abbé Delépine (v. 1905).
- Echos du soir, sérénade pour piano, Journal Musical Les Modernes, Rosoor-Delattre, Tourcoing (mars 1899)
- En Avant !, marche pour piano, Journal Musical Les Modernes, Rosoor-Delattre, Tourcoing

## Partitions
- Recueil d’œuvres oubliées pour orgue, vol. 3, Giordano Assandri, Padova (Padoue).
- Harmonies Paroissiales, vol. 1, pièces choisies par l’abbé Henri Delépine, Schola Cantorum, v. 1905.
- O salutaris Hostia (1884), fac-similé sur le site Midicatholic.
- « Auguste Larriu » (partitions libres de droits), sur l'IMSLP